# فقط تو (فیلم ۱۹۹۹)
فقط تو (به هندی: Sirf Tum) فیلمی محصول سال ۱۹۹۹ و به کارگردانی آگاتیان است. در این فیلم بازیگرانی همچون سانجای کاپور، سلمان خان، پریا گل، سوشمیتا سن، جکی شروف، جایا باهاتچاریا، موهنیش باهل، قادرخان، جانی لور، دیپشیکها ناگپال ایفای نقش کرده‌اند.